# Lonicera interrupta
Lonicera interrupta är en kaprifolväxtart som beskrevs av George Bentham. Lonicera interrupta ingår i släktet tryar, och familjen kaprifolväxter. Inga underarter finns listade i Catalogue of Life.